# Сирівська сільська рада
Сирівська сільська́ ра́да — колишній орган місцевого самоврядування у Врадіївському районі Миколаївської області. Адміністративний центр — село Сирове.

## Загальні відомості
- Населення ради: 1 633 особи (станом на 2001 рік)

## Населені пункти
Сільській раді підпорядковані населені пункти:
- с. Сирове
- с. Болгарка

## Склад ради
Рада складається з 16 депутатів та голови.
- Голова ради: Літвінов Анатолій Олександрович

### Керівний склад попередніх скликань
| ПІБ                             | Основні відомості                                                                       | Дата обрання | Дата звільнення |
| ------------------------------- | --------------------------------------------------------------------------------------- | ------------ | --------------- |
| Гилко Анатолій Йосипович        | Сільський голова, 1957 року народження, позапартійна                                    | 26.03.2006   | 31.10.2010      |
| Літвінов Анатолій Олександрович | Сільський голова, 1960 року народження, освіта середня спеціальна, член Партії регіонів | 31.10.2010   |                 |

Примітка: таблиця складена за даними сайту Верховної Ради України

## Населення
Згідно з переписом УРСР 1989 року чисельність наявного населення сільської ради становила 1763 особи, з яких 796 чоловіків та 967 жінок.
За переписом населення України 2001 року в сільській раді мешкали 1622 особи.

### Мова
Розподіл населення за рідною мовою за даними перепису 2001 року:
| Мова       | Відсоток |
| ---------- | -------- |
| українська | 96,94 %  |
| вірменська | 1,10 %   |
| молдовська | 0,98 %   |
| російська  | 0,86 %   |
| білоруська | 0,06 %   |